# Oxygyne yamashitae
Oxygyne yamashitae är en enhjärtbladig växtart som beskrevs av Tetsukazu Yahara och Hirokazu Tsukaya. Oxygyne yamashitae ingår i släktet Oxygyne och familjen Burmanniaceae. Inga underarter finns listade i Catalogue of Life.